# Espagiria

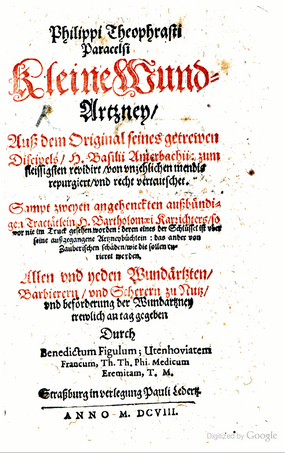
Página de título de la edición de 1608 de Kleine Wund-Artzney del alquimista alemán Benedictus Figulus, basado en notas de las clases de Basilius Amerbach el Viejo (1488-1535) sobre las clases impartidas por Paracelso durante su estancia en Basilea (1527).

La espagiria es un método desarrollado por Paracelso y sus seguidores que se creía que mejoraba la eficacia de los medicamentos existentes separándolos en sus elementos primordiales —los tria prima: azufre, mercurio y sal— y luego recombinándolos nuevamente. Los médicos paracelsianos sostenían que mediante este método se separaban los ingredientes médicamente beneficiosos de un compuesto —los tria prima purificados— de los dañinos y tóxicos, convirtiendo incluso algunos venenos en medicinas.

## Etimología
Palabra atribuida a Paracelso, "spagyria", del griego spaô, "extraer" y ageirô "reunir".
Fue usado como sinónimo de Química.
Paracelso dice lo siguiente:

«Darumb so lern Alchimiam, Die sonst Spagiria heibt,
 Die lernt das falsch scheiden von gerechten».

«...por eso aprende la Alquimia, que de otro modo es llamada Espagiria,
 ella enseña a separar lo falso de lo justo».
Paracelso, Opus Paramirum